# Stepan Stepanovič Lesovskij
Stepan Stepanovič Lesovskij (in russo Степан Степанович Лесовский; Rethel, 1817 – San Pietroburgo, 1884) è stato un ammiraglio russo.

## Biografia
Era il figlio di Stepan Nikolaevič Lesovskij e un lontano discendente del barone Pëtr Pavlovič Čhafirov.

## Carriera
Diplomato al Accademia navale dei cadetti e presso la Scuola di ufficiali nel 1835, Lesovskij venne assegnato alla Flotta del Mar Nero, servendo sotto Michail Lazarev. Sotto il comando di Vladimir Istomin, navigò al largo delle coste del Caucaso e in varie spedizioni nel Mediterraneo. Durante quell'anno ha comandato il brigantino Jazon e la fregata Kulevskij. Con il grado di tenente comandò la fregata Diana (1835-1855).
Dopo aver navigato intorno al mondo, venne promosso a capitano e ricevette il brevetto per la marina mercantile. Nel 1856 fu nuovamente promosso (capitano di primo rango, grado corrispondente a quello di colonnello nella fanteria). Dal 1857 al 1858 ha prestato servizio nella società russa di trasporto e del commercio nel Mar Nero. Dal 1858 al 1861, come comandante, amministrò il porto di Kronštadt. Nel 1862 è stato promosso ad ammiraglio.
Nel 1864 è stato nominato governatore militare di Kronštadt durante il quale modernizzò la città. Nel 1876 venne nominato ministro della marina, carica che ricoprì fino al 1880. Nel 1879 è stato promosso al grado di generale aiutante di campo. Il 23 giugno 1876 è stato ammesso come membro del Consiglio di Stato.